# Kanton Châteaubriant
Der Kanton Châteaubriant (bretonisch Kastell-Briant) ist seit 1790 ein französischer Wahlkreis im Arrondissement Châteaubriant-Ancenis, im Département Loire-Atlantique und in der Region Pays de la Loire; sein Hauptort ist Châteaubriant.

## Geschichte
Der Kanton entstand 1790. Von 1790 bis 2015 gehörten vier Gemeinden zum Kanton Châteaubriant. Mit der Neuordnung der Kantone in Frankreich stieg die Zahl der Gemeinden 2015 auf 19. Zu den vier bisherigen Gemeinden kamen alle Gemeinden der bisherigen Kantone Moisdon-la-Rivière, Rougé und Saint-Julien-de-Vouvantes hinzu.

## Lage
Der Kanton liegt im Nordosten des Départements Loire-Atlantique.

## Gemeinden
Der Kanton besteht aus 19 Gemeinden mit insgesamt 33.604 Einwohnern (Stand: 1. Januar 2022) auf einer Gesamtfläche von 621,30 km²:
| Gemeinde                  | Gallo                     | Bretonisch              | Einwohner (2022) | Fläche (km²) | Code postal | Code Insee |
| ------------------------- | ------------------------- | ----------------------- | ---------------- | ------------ | ----------- | ---------- |
| Châteaubriant             | Chastèu-Beriant           | Kastell-Briant          | 12.231           | 33,62        | 44110       | 44036      |
| Erbray                    | Aèrbraéy                  | Ervoreg                 | 3.062            | 58,18        | 44110       | 44054      |
| Fercé                     | Fèrczaé                   | Ferreg                  | 502              | 22,04        | 44660       | 44058      |
| Grand-Auverné             | Graund-Auvernaé           | Arweneg-Veur            | 770              | 34,4         | 44520       | 44065      |
| Issé                      | Isae                      | Izeg                    | 1.825            | 38,66        | 44520       | 44075      |
| Juigné-des-Moutiers       | Junyaé                    | Yaoueneg-ar-Mousterioù  | 327              | 24,65        | 44670       | 44078      |
| La Chapelle-Glain         | La Chapèll-Glen           | Chapel-Glenn            | 811              | 34,5         | 44670       | 44031      |
| La Meilleraye-de-Bretagne | La Melheraè               | Melereg-Breizh          | 1.587            | 27,63        | 44520       | 44095      |
| Louisfert                 | Lóifèrr                   | Lufer                   | 949              | 18,16        | 44110       | 44085      |
| Moisdon-la-Rivière        | Maèdon                    | Maezon-ar-Stêr          | 1.964            | 50,43        | 44520       | 44099      |
| Noyal-sur-Brutz           | Nóyau-sur-Brutz           | Noal-ar-Bruz            | 579              | 7,71         | 44110       | 44112      |
| Petit-Auverné             | Petit-Auvernaé            | Arwerneg-Vihan          | 437              | 22,53        | 44670       | 44121      |
| Rougé                     | Rójae                     | Ruzieg                  | 2.152            | 56,32        | 44660       | 44146      |
| Ruffigné                  | Rufinyaé                  | Ruzinieg                | 705              | 33,63        | 44660       | 44148      |
| Saint-Aubin-des-Châteaux  | Saent-Aubein-dez-Chastèus | Sant-Albin-ar-C'hestell | 1.749            | 47,56        | 44110       | 44153      |
| Saint-Julien-de-Vouvantes | Saent-Julien-de-Vóvantt   | Sant-Juluan-Gouwent     | 963              | 25,6         | 44670       | 44170      |
| Soudan                    | Soudan                    | Saoudan                 | 1.965            | 53,82        | 44110       | 44199      |
| Soulvache                 | Sólvach                   | Soulvac'h               | 339              | 11,27        | 44660       | 44200      |
| Villepot                  | Vilpot                    | Kerbod                  | 687              | 20,59        | 44110       | 44218      |
| Kanton Châteaubriant      | Chastèu-Beriant           | Kastell-Briant          | 33.604           | 621,30       | -           | 4406       |

Der alte Kanton Châteaubriant umfasste vier Gemeinden auf einer Fläche von 168,63 km². Diese waren: Châteaubriant (Hauptort), Ruffigné,  Saint-Aubin-des-Châteaux und Soudan. Er besaß vor 2015 den INSEE-Code 4408.

## Bevölkerungsentwicklung
| 1962   | 1968   | 1975   | 1982   | 1990   | 1999   | 2006   | 2013   |
| ------ | ------ | ------ | ------ | ------ | ------ | ------ | ------ |
| 12.673 | 13.869 | 16.353 | 18.581 | 19.487 | 19.993 | 16.542 | 16.248 |

## Politik
Im 1. Wahlgang am 22. März 2015 erreichte keines der drei Wahlpaare die absolute Mehrheit. Bei der Stichwahl am 29. März 2015 gewann das Gespann Catherine Ciron/Bernard Douaud (beide Union de la Droite) gegen Quiterie De Coniac/Jean-Michel Duclos (beide DVG) mit einem Stimmenanteil von 63,79 % (Wahlbeteiligung: 49,3 %).
Seit 1945 hatte der Kanton folgende Abgeordnete im Rat des Départements:
| Vertreter im conseil général des Départements | Vertreter im conseil général des Départements | Vertreter im conseil général des Départements |
| Amtszeit                                      | Name                                          | Partei                                        |
| --------------------------------------------- | --------------------------------------------- | --------------------------------------------- |
| 1945–1964                                     | Michel de Pontbriand                          | UDSR, dann Républicains sociaux, RPF und UNR  |
| 1964–1988                                     | Xavier Hunault                                | DVD, dann UDF                                 |
| 1988–1994                                     | Martine Buron                                 | PS                                            |
| 1994–2008                                     | Jean Seroux                                   | UDF                                           |
| 2008–2015                                     | Bernard Douaud                                | DVD                                           |
| 2015–                                         | Catherine Ciron Bernard Douaud                | Union de la Droite                            |